# Guillermo Yunge
Guillermo Yunge Bustamante (26 de septiembre de 1953) es un político chileno. 
Fue dirigente estudiantil y diputado por el distrito N.° 29 entre 1990 y 1994.

## Biografía
Durante su período como estudiante de derecho en la universidad de Chile, conoció a su primera mujer, Karin Lehner, también estudiante de derecho en la universidad de Chile, con quien participó en diferentes manifestaciones en contra del régimen de Pinochet para luego irse a Madrid hacer un doctorado junto con su primer hijo, Guillermo Yunge Lehner; al volver a Santiago de Chile nació su segunda hija , Karin Maria Yunge Lehner (26 de febrero de 1986), siguieron participando en campañas por el
No; Maria Gabriela Yunge Lehner fue su tercera hija, naciendo en vísperas del triunfo del NO en el 16 de enero de 1989.
En Costa Rica se casó con la costarricense Marisol Chévez Hidalgo, licenciada en filosofía de la Universidad de Costa Rica, con quien vive en la actualidad en Costa Rica.
Sus estudios secundarios los realizó en los Liceos n.º 10 de Santiago, n.º 13 de La Granja y n.º 12 de Conchalí, en Santiago. Los estudios superiores los efectuó en la Facultad de Derecho de la Universidad de Chile de donde egresó y posteriormente obtuvo el título de abogado en la Facultad de Derecho de la Universidad Complutense de Madrid en España, cursando el programa de Doctorado en Derecho.
Inició sus actividades políticas en la época de estudiante secundario al incorporarse al Partido Demócrata Cristiano, llegando a presidir la Federación de Estudiantes Secundarios de Santiago, FESES.
Después del golpe de Estado del 11 de septiembre de 1973, sus actividades políticas se vincularon completamente a los movimientos en defensa de los derechos humanos. Ya en 1977 encabezó las primeras manifestaciones en Santiago en contra del dictadura militar de Augusto Pinochet. En 1978 fue relegado por la dictadura militar a Chapiquiña, localidad del altiplano chileno cercana a la frontera con Bolivia y fue apresado en seis oportunidades por los militares en esa época. En el año 1978 fue el  Presidente fundador de la Comisión de Derechos Juveniles, CODEJU, impulsando la defensa y protección de los derechos juveniles y una amplia agenda de denuncia y promoción de acciones de solidaridad en Latinoamérica, Europa y América del Norte. A su regreso de España,  fungió por varios años como abogado colaborador en la Vicaría de la Solidaridad en programas de defensa de derechos humanos. 
Entre 1987 y 1989 ocupó el cargo de Presidente de la Unión Mundial de Jóvenes Demócrata Cristianos, UIJDC.
En 1989 fue elegido diputado por el Distrito n.º 29 que comprende Puente Alto, Pirque, San José de Maipo y La Pintana, de la Región Metropolitana, por el período de 1990 a 1994. Se integró a la Comisión de Relaciones Exteriores, Asuntos Interparlamentarios e Integración Latinoamericana, de la cual fue su primer presidente en la legislatura. Estuvo además en la Comisión de Derechos Humanos y fue Jefe de la Bancada de los diputados de su partido en 1993 - 1994. 
Posteriormente ocupó la Vicepresidencia Nacional y fue Secretario de Relaciones Internacionales del Partido Demócrata Cristiano en los períodos de cuatro presidentes.
Se desempeñó como Secretario General de la Internacional Demócrata Cristiana, IDC entre los años 1998 y 2000.
Fundó en 1994 y presidió como su Presidente Ejecutivo, la ONG Centro Latinoamericano para las Relaciones con Europa, CELARE, especializado en las relaciones entre la Unión Europea y América Latina y los procesos de integración, hasta el año 2000.
Fue embajador en Costa Rica del 2000 hasta el 2004, período en el cual se aprobó el TLC entre ambos países, incrementándose el comercio bilateral: se creó el Centro Cultural Chile en San José, desarrollando un nutrido programa de actividades y se materializaron múltiples acciones de cooperación de la Agencia de Cooperación Internacional de Chile, AGCI.
Actualmente Yunge reside en Costa Rica desarrollando actividades como consultor de organismos internacionales y empresas privadas y dirigen con su esposa, la ONG Instituto para el Desarrollo, la Democracia y la Ética, IDDE en Costa Rica.

## Historial electoral

### Elecciones parlamentarias 1989
- Elecciones Parlamentarias de 1993, para el Distrito 29, Puente Alto, La Pintana, Pirque y San José de Maipo[1]

### Elecciones Parlamentarias 1993
- Elecciones Parlamentarias de 1993, para el Distrito 29, Puente Alto, La Pintana, Pirque y San José de Maipo[2]